# О (Жиронда)
О (фр. Haux) насеље је и општина у југозападној Француској у региону Аквитанија, у департману Жиронда која припада префектури Бордо.
По подацима из 2011. године у општини је живело 790 становника, а густина насељености је износила 77,38 становника/km². Општина се простире на површини од 10,21 km². Налази се на средњој надморској висини од 100 метара (максималној 101 m, а минималној 11 m).

## Демографија
| 1962. | 1968. | 1975. | 1982. | 1990. | 1999. | 2011. |
| ----- | ----- | ----- | ----- | ----- | ----- | ----- |
| 493   | 552   | 504   | 647   | 729   | 732   | 790   |

График промене броја становника у току последњих година